# Katie Stengel
Katherine Nicole Stengel (* 29. Februar 1992 in Montgomery) ist eine US-amerikanische Fußballspielerin. Seit September 2024 ist sie Vertragsspielerin des englischen Erstligisten Crystal Palace.

## Karriere

### Verein
Während ihres Studiums an der Wake Forest University in Winston-Salem, North Carolina, spielte Stengel von 2010 bis 2013 für deren Universitätsmannschaft,  die Wake Forest Demon Deacons, und gehörte im Jahr 2013 dem W-League-Franchise Pali Blues (nur in den Play-offs) und im Folgejahr deren Nachfolger Los Angeles Blues an. Zur Saison 2014/15 wechselte sie zum Bundesligisten FC Bayern München, für den sie am 31. August 2014 (1. Spieltag) beim 1:1 im Heimspiel gegen den 1. FFC Frankfurt debütierte. Am 7. September 2014 (2. Spieltag) erzielte sie beim 2:1-Sieg im Auswärtsspiel gegen den SC Freiburg mit dem Treffer zum 2:0 in der 55. Minute ihr erstes Bundesligator. Am Jahresende 2015 verließ sie den FC Bayern München und erhielt einen Vertrag beim US-amerikanischen Erstligisten Washington Spirit. Für die Spielzeit 2016 wurde sie auf Leihbasis an den australischen Erstligisten Western Sydney Wanderers abgegeben. Ihr Debüt gab sie am 6. November (1. Spieltag) bei der 2:4-Niederlage im Auswärtsspiel gegen Perth Glory; ihr erstes Tor erzielte sie am 19. November (3. Spieltag) beim 2:1-Sieg im Heimspiel gegen Adelaide United mit dem Treffer zum 1:0 in der 60. Minute. Ende Juni 2017 wurde Stengel gemeinsam mit ihrer Landsfrau Cameron Castleberry von den Spirit freigestellt, da die in der NWSL zulässige Kadergröße nach der Verpflichtung der Südamerikanerinnen Yanara Aedo und Estefanía Banini überschritten war. Stengel wechselte daraufhin zum Ligakonkurrenten Boston Breakers. Zur Saison 2017/18 wechselte sie zu den Newcastle United Jets in die W-League, der höchsten Spielklasse im australischen Frauenfußball.
Von 2018 bis 2020 gehörte sie dem Utah Royals FC an. Ihr Debüt gab sie am 24. März 2018 (1. Spieltag) beim 1:1 im Heimspiel gegen Orlando Pride mit Einwechslung für Elise Thorsnes in der 62. Minute. In diesem Zeitraum kam sie ebenfalls als Leihspielerin in Australien für die Newcastle United Jets und Canberra United – während der spielfreien Zeit im US-amerikanischen Fußball – zum Einsatz. Im Mai 2021 wurde sie vom norwegischen Erstligisten Vålerenga Oslo verpflichtet, der sie mit einem bis zum Ende der Spielzeit 2021 gültigen Vertrag ausstattete. Während ihrer Vereinszugehörigkeit bestritt sie sechs Punktspiele in der Toppserien, der höchsten Spielklasse im norwegischen Frauenfußball, und erzielte zwei Tore. Von 2022 bis 2023 bestritt sie 33 Punktspiele für den englischen Erstligisten Liverpool FC Women, für den sie 17 Tore erzielte. Danach kehrte sie in die Vereinigten Staaten zurück, wo sie seit der Spielzeit 2023 auf Leihbasis für den NJ/NY Gotham FC (bis 2020  Sky Blue FC) in der National Women’s Soccer League aktiv ist.

### Nationalmannschaft
Stengel debütierte im Jahr 2011 in der U20-Nationalmannschaft des US-amerikanischen Fußballverbandes und gewann mit dieser die Weltmeisterschaft 2012. Sie nahm mit der U23-Nationalmannschaft am Sechs-Nationen-Turniers in La Manga teil und bestritt die Länderspiele beim 1:0-Sieg gegen die Auswahl Japans am 1. März, beim 2:1-Sieg gegen die U23-Nationalmannschaft Schwedens am 3. März und beim 2:1-Sieg gegen die Auswahl Norwegens, bei der ihr das Tor zum 2:0 in der 75. Minute gelang. Wenig später wurde sie erstmals in den Kader der A-Nationalmannschaft berufen.

## Erfolge
- U-20-Weltmeister 2012
- Deutscher Meister 2015, 2016
- W-League-Meister 2013 (mit Pali Blues), 2014 (mit Los Angeles Blues)